# Манлихер М1888
Манлихер М1888 (мађ. Gyalogsági Ismétlő Puska M88) је аустроугарска пушка репетирка калибра 8x50mm, коју је конструисао Фердинанд Манлихер. Уведена је у наоружање 1888. као замена за старије Манлихер М1886, као и за старије пушке Верндл. Пушка је првобитно користила муницију са црним барутом калибра 8x52, али је касније преправљена у полубездимни, а касније и потпуно бездимни калибар 8x50mm. Производила се од 1888. до 1896. када је производња замењена модернијом и ојачаном Манлихер М1895. Почетком првог светског рата, пушке М1888 и М1888/90 су биле најбројније оружје у наоружању аустроугарске војске.

## Карактеристике
Манлихер М1888 је пушка репетирка са непокретним кутијастим магацином за 5 метака испод сандука. Пуњење се врши карактеристичним Манлихеровим правочепним или пружночепним затварачем, који се отвара простим повлачењем ручице на десној страни тела затварача уназад. Након ручног убацивања метака у магацин, затварач се гурне унапред до краја и тако затвори, при чему захвата метак из магацина и убацује га у цев. Након опаљивања метка, повлачење затварача уназад избацује празну чахуру и цео процес пуњења се понавља (репетира) све док има метака у магацину.. Овакав систем повратно-чепног затварача осмислио је и патентирао Фердинанд Манлихер, аустријски конструктор оружја. Овакав систем рада затварача је био компликованији и скупљи од обртно-чепног какве су патентирали Паул Маузер или Џејмс Ли чији је систем касније коришћен на Ли-Енфилд, али је зато Манлихеров систем омогућавао брже репетирање од пушака са обртно-чепним затварачем. Манлихеру је конструкција прво М1886, а затим и М1888 поред зараде од патента донела и племићку титулу, те је називан Фердинанд Ритер фон Манлихер. Осим затварача, Фердинанд је патентирао и клип са пет метака који се цео убацивао у пушку и омогућавао брже пуњење. За овај патент су Немци морали да му плате права на употребу патента за М1888 Комисијску пушку,  и Италијани за М1891 Каркано који је такође користио Манлихеров систем клипа.
Повратно-чепни начин функционисања затварача је омогућавао доста бржу паљбу него код других пушака попут Маузер 98 или Мосин Наган са класичним обртно-чепним затварачима.  Међутим због већег броја делова и компликованије израде, већина земаља није желела сличан систем, стога су само Швајцарци прекопирали Манлихеров повратно-чепни затварач и конструисали Шмит-Рубин М1889.
Пушка М1888 је првобитно користила муницију М88 са црним барутом, касније су за полубездимну муницију 8x50mm М90 направљене преправке на нишанима и преправљене и новопроизведене пушке су добиле ознаку М1888/90. Потпуно бездимна муниција М93 8x50mm је касније безбедно коришћена у пушкама М1888 без потребе да се поново врши преправка нишана јер је разлика у брзини зрна била мала. Аустријски војни кругови су се бојали да је бездимна муниција опасна у овој пушци и да систем неће издржати дуготрајну употребу муниције М93. Ово се показало као неосновано и пушке М1888/90 су безбедно користиле муницију М93 током балканских ратова и првог светског рата.

## Корисници
- Аустроугарска - најбројнија пушка у наоружању 1914. године
- Краљевина Бугарска - 140.000 пушака купљено 1890. и добијене до 1892. Касније 28.000 М1888/90 купљено из Чилеа око 1906. године и још око 50,000 M1888/90 купљено у Аустрији 1912. Пушке су стигле у октобру 1912. пред почетак првог балканског рата.[5]
- Чиле - пушке М1888 купљене 1890. и коришћене у грађанском рату. Присуство ових пушака је донело победу уставобранитељима. Касније су чилеанске пушке продате Бугарској.[6]
- Бразил - мањи број коришћен од обе стране у грађанском рату 1893-95.
- Краљевина Италија - аустријске пушке добијене репарацијом. Након првог светског рата су пребачене у источну Африку. Многе су коришћене у Етиопији
- Етиопско царство - самостално купљене пушке у Европи и заробљене италијанске.
- Тајланд - 4.000 комада у калибру 8x52mm.
- Персија
- Кина - коришћене од елитне царске гарде до 1911.
- Краљевина Србија - заробљене аустроугарске и бугарске пушке су коришћене у новим областима.
- Краљевина Грчка - 5,000 купљених пушака М88/24 су завршиле у Грчкој 1940.
- Краљевина Румунија - купљено 60,000 комада половних М1888/90 1913. из Аустрије.[7]
- Друга шпанска република - купљене пушке из Пољске и Југославије.[8]
- Пољска - наслеђено од Аустроугарске
- Чехословачка - наслеђено од Аустроугарске
- Краљевина Југославија - наслеђено од Аустроугарске

Недржавни корисници
- ВМОРО
- Андарти